# أرسابند
أَرْسابَنْد هي قرية تاريخيَّة (في تركمانستان المُعاصرة) بينها وبين مرو الشَّاهجان فرسخان.

## التسمية
تُكتب أرسابند بـِ "الفتح ثم السكون، وسين مهملة، وألف، وباء موحدة مفتوحة، ونون ساكنة، ودال مهملة".

## أعلام
خرج من أرسابند طائفة من أهل العلم، منهم:
- محمد بن عمران الأنسابندي.

- أبو الفضل محمد بن الفضل الأنسابندي.

- محمد بن الحسين الأنسابندي الحنفي، قاضي مرو.

### فهرس المنشورات
1. 1 2 3  الحموي (1977)، ج. 1، ص. 151.

### معلومات المنشورات كاملة
الكتب مرتبة حسب تاريخ النشر
ياقوت الحموي (1977)، معجم البلدان (ط. 1)، بيروت: دار صادر، OCLC:1014032934، QID:Q114913343